# Xã Phipps, Quận Codington, Nam Dakota
Xã Phipps (tiếng Anh: Phipps Township) là một xã thuộc quận Codington, tiểu bang Nam Dakota, Hoa Kỳ. Năm 2010, dân số của xã này là 75 người.